# Fatal (Rapper)
Fatal oder Big Toe (* 8. März 1990 in Berlin; bürgerlich Tonio Dalfolgo) ist ein deutscher Rapper mit bosnischen Wurzeln.

## Biografie
Erste Bekanntheit erlangte der Rapper, als er beim Berliner Untergrundlabel Hell Raisa Records von Kaisa unter Vertrag genommen wurde. Er wirkte auf dem Album Der schwarze Hai und dem Labelsampler Hell Raisa Records Sampler mit. Nachdem Kaisa das Label aufgrund persönlicher Fehden geschlossen hatte, gründeten Kontra K, Skinny Al und Fatal gemeinsam mit Distributionz als Vertriebspartner ihr eigenes Label DePeKa Records, in Anlehnung an die frühere Berliner Demonenpark Clikke, der auch Skinny Al und S-Mack angehörten.
Im Jahr 2011 erschien Fatals erstes Soloalbum Toxischer Beton. Daraufhin folgte ein Kollaboalbum mit seinem Labelkollegen Rico sowie der Labelsampler von DePeKa Records, Mach keine chromen Dinga, der nach der EP Ein Herz aus Chrom den zweiten Teil der Chrome-&-Crime-Reihe darstellt.
Am 7. März 2014 veröffentlichte Fatal sein zweites Soloalbum 19Straßenfunk, auf dem unter anderem auch das ehemalige 187-Strassenbande-Mitglied AchtVier und Jom von Hoodrich zu hören sind.
2016 folgte die erste Veröffentlichung – Die Chroniken des Hutmachers – auf dem Label Hutmacher Entertainment, dem auch Al Majeed, LockeNumma19 und die Saftboys angehören. Seitdem trat Fatal auch unter dem Alias Big Toe auf.

## Diskografie
Soloalben
- 2011: Toxischer Beton
- 2014: 19Straßenfunk
- 2016: Chroniken des Hutmachers Kapitel 1 -Die verlorenen Bänder
- 2017: Die Toeski Gambino Story
- 2017: Dynastie
- 2018: Ohne Grinden kein Flexen (als Big Toe)
- 2020: Krieg dein Geld hoch (als Big Toe)
- 2022: Lass es uns kriegen (als Big Toe)
- 2022: Gospel (als Big Toe)
- 2024: Herbst (als Big Toe)

Kollaboalben
- 2012: Ein Gauner kommt selten allein (mit Rico)
- 2015: Ein Gauner kommt selten allein 2 (mit Rico)
- 2023: Polo Boys (mit Al Majeed)

EPs
- 2022: Gospel (als Big Toe)

Sampler
- 2009: Hell Raisa Sampler 1 (Hell Raisa Records, Labelsampler)
- 2013: Mach keine chromen Dinga (DePeKa Records, Labelsampler)

Singles (Auswahl)
- 2020: Wasser (feat. Bonez MC; #3 der deutschen Single-Trend-Charts am 31. Januar 2020[2])
- 2021: Turtlez (feat. Bonez MC)
- 2021: Visionen (feat. LX)
- 2024: Dopeboy (feat. Bonez MC; #3 der deutschen Single-Trend-Charts am 19. Januar 2024[3])
- 2025: Bissu dumm ¿ (Megalodon Remix) (Bonez MC & Nate57 feat. AchtVier, AK 33, AK Ausserkontrolle, Azad, Big Toe, Caney030, Celo & Abdi, Crackaveli, Curse, Dardan, Die P, Eno, Finch, Frauenarzt, Hakan Abi, Haze, Jaill, Jan Delay, Jonesmann, Juju, Kaisa Natron, Kolja Goldstein, Kontra K, Kwam.E, Laas Unltd., LX, Makko, Massiv, MP Freshly, Nizi19, Olexesh, OTW, Reeperbahn Kareem, Sa4, Saliou, Samra, Sido, Silva, Sil3A, Ski Aggu, Tom Hengst, Vega, Veysel, Zined)

Gastbeiträge
- 2010: Wenn sie fluchen auf Ein Herz aus Chrom von Skinny Al & Kontra K
- 2013: Boden geht auf auf Aufstand von AchtVier
- 2013: Berlin Tag & Nacht auf Typisch Deutsch von PTK
- 2015: Sirp auf Der Sampler 3 von 187 Strassenbande
- 2016: Brot stapeln auf Labyrinth von Kontra K
- 2017: Jedes Mal auf Gute Nacht von Kontra K
- 2018: Respekt auf Erde & Knochen von Kontra K
- 2019: Sitzen auf Chrom auf Leak EP von LX & Maxwell
- 2019: Marlboro auf Jiggi unchained von Jigzaw
- 2020: Mische im System auf Rückbank von Rico
- 2020: Schlaganfall auf Hollywood Uncut von Bonez MC (als Big Toe)
- 2021: GNRFT auf Sampler 5 von 187 Strassenbande (als Big Toe)